# Rochonvillers
Rochonvillers là một xã trong vùng Grand Est, thuộc tỉnh Moselle, quận Thionville-Ouest, tổng Fontoy. Tọa độ địa lý của xã là 49° 24' vĩ độ bắc, 06° 01' kinh độ đông. Rochonvillers nằm trên độ cao trung bình là 400 mét trên mực nước biển, có điểm thấp nhất là 321 mét và điểm cao nhất là 412 mét. Xã có diện tích 5,64 km², dân số vào thời điểm 1999 là 207 người; mật độ dân số là 36 người/km².

## Thông tin nhân khẩu
| 1962 | 1968 | 1975 | 1982 | 1990 | 1999 |
| ---- | ---- | ---- | ---- | ---- | ---- |
| 181  | 189  | 179  | 196  | 165  | 207  |